# Psychotria microglossa
Psychotria microglossa är en måreväxtart som först beskrevs av Henri Ernest Baillon, och fick sitt nu gällande namn av Henri Ernest Baillon och André Guillaumin. Psychotria microglossa ingår i släktet Psychotria och familjen måreväxter. Inga underarter finns listade i Catalogue of Life.